# Leptosciarella melanoxera
Leptosciarella melanoxera är en tvåvingeart som beskrevs av Werner Mohrig och Menzel 1997. Leptosciarella melanoxera ingår i släktet Leptosciarella och familjen sorgmyggor. Inga underarter finns listade i Catalogue of Life.